# Chrysichthys auratus
Chrysichthys auratus és una espècie de peix de la família dels claroteids i de l'ordre dels siluriformes.

## Morfologia
Les femelles poden assolir els 35 cm de llargària total i els 900 g de pes.

## Subespècies
- Chrysichthys auratus auratus (Geoffroy Saint-Hilaire, 1809)
- Chrysichthys auratus longifilis (Pfaff, 1933)
- Chrysichthys auratus tilhoi (Pellegrin, 1909)[6]

## Alimentació
Menja mol·luscs, petits crustacis (com ara, copèpodes), peixos i insectes.

## Hàbitat
Viu en llacs i rius costaners.

## Distribució geogràfica
Es troba a Àfrica: des de Mauritània fins a Ghana, llevat de les conques costaneres entre Gàmbia i Libèria on és substituït per Chrysichthys maurus. També és present a Nigèria i Camerun.